# First Aid Kit
First Aid Kit er en svensk folkemusikduo, der består af de to søstre Klara (vokal og guitar) og Johanna Söderberg (vokal, keyboard, autoharpe og bas). Når de optræder live bliver de akkompagneret af en trommeslager, steel guitarist og i nyere tid også en keyboard-spiller. I 2008 blev de internationalt kendt for deres coverversion af Fleet Foxess sang "Tiger Mountain Peasant Song" på YouTube der opnåede stor popularitet.
De har udgivet fem studiealbums, to EP'er og en håndfuld singler. I 2015 blev de nomineret til en Brit Award som en af de fem bedste internationale grupper.

## Diskografi

### Albums
| År   | Information | Højeste placering | Højeste placering | Højeste placering | Højeste placering | Højeste placering | Højeste placering | Højeste placering | Højeste placering | Højeste placering | Højeste placering | Højeste placering | Salgstal                     | Certificering            |
| År   | Information | SWE               | AUS               | AUT               | BEL (Fl)          | DEN               | FIN               | NED               | NOR               | SWI               | US                | UK                | Salgstal                     | Certificering            |
| ---- | --- | ----------------- | ----------------- | ----------------- | ----------------- | ----------------- | ----------------- | ----------------- | ----------------- | ----------------- | ----------------- | ----------------- | ---------------------------- | ------------------------ |
| 2010 | The Big Black and the Blue - Udgivelsesdato: 25. januar 2010 - Pladeselskab: Wichita - Producer: Benkt Söderberg | 30                | —                 | —                 | —                 | —                 | —                 | —                 | —                 | —                 | —                 | —                 | - UK: 16.244                 |                          |
| 2012 | The Lion's Roar - Udgivelsesdato: 18. januar 2012 - Pladeselskab: Wichita - Producer: Mike Mogis                 | 1                 | 36                | 55                | 30                | 14                | 19                | 41                | 3                 | 76                | 65                | 35                | - WW: 250.000 - UK: 100.000+ | - SWE: Platin - UK: Guld |
| 2014 | Stay Gold - Udgivelsesdato: 10. juni 2014 - Pladeselskab: Columbia - Producer: Mike Mogis                        | 1                 | 9                 | —                 | 80                | 7                 | 10                | 9                 | 1                 | 37                | 23                | 11                | - WW: 200.000 - UK: 100.000+ | - SWE: Platin - UK: Guld |
| 2018 | Ruins - Udgivelsesdato: 19. januar 2018 - Pladeselskab: Columbia - Producer: Tucker Martine                      | 1                 | 13                | 37                | 7                 | 28                | 10                | 10                | 4                 | 11                | 47                | 3                 |                              |                          |
| 2022 | Palomino - Udgivelsesdato: 4. november 2022, deluxe-udgave 7. juli 2023 - Pladeselskab: Columbia                 | 3                 | —                 | 43                | —                 | 31                | 35                | 37                | 40                | 3                 | —                 |                   |                              |                          |

### EP'er
| År   | Information | Højeste placering |
| År   | Information | SWE               |
| ---- | --- | ----------------- |
| 2008 | Drunken Trees - Udgivelsesdato: 9. april 2008 - Pladeselskab: Wichita/Rabid - Producer: Benkt Söderberg, First Aid Kit                         | —                 |
| 2014 | America EP - Udgivelsesdato: 28. november 2014 (vinyl) 13. januar 2015 (digital) - Pladeselskab:Columbia - Producer: Mike Mogis, First Aid Kit | —                 |

### Singler
| "You're Not Coming Home Tonight" / "Tangerine"                                    | 2009 | —  | —  | — | —  | —  | —  | —  | —  | —  | —  |             | Drunken Trees (EP)         |
| "Hard Believer" / "Waltz for Richard"                                             | 2009 | —  | —  | — | —  | —  | —  | —  | —  | —  | —  |             | The Big Black and the Blue |
| "I Met Up with the King"                                                          | 2010 | —  | —  | — | —  | —  | —  | —  | —  | —  | —  |             | The Big Black and the Blue |
| "Ghost Town"                                                                      | 2010 | —  | —  | — | —  | —  | —  | —  | —  | —  | —  |             | The Big Black and the Blue |
| "Universal Soldier"                                                               | 2011 | —  | —  | — | —  | —  | —  | —  | —  | —  | —  |             | Non-album single           |
| "The Lion's Roar"                                                                 | 2011 | 22 | —  | — | —  | —  | —  | —  | —  | —  | —  |             | The Lion's Roar            |
| "Emmylou"                                                                         | 2012 | 24 | —  | — | —  | —  | —  | 20 | —  | —  | —  | - BPI: Sølv | The Lion's Roar            |
| "Blue"                                                                            | 2012 | —  | —  | — | —  | —  | —  | —  | —  | —  | —  |             | The Lion's Roar            |
| "Wolf"                                                                            | 2012 | —  | —  | — | —  | —  | —  | —  | —  | —  | —  |             | The Lion's Roar            |
| "Play with Fire" (Øyacontainer Session)                                           | 2012 | —  | —  | — | —  | —  | —  | —  | —  | —  | —  |             | Non-album single           |
| "My Silver Lining"                                                                | 2014 | 38 | 76 | 7 | 19 | 77 | 50 | —  | 38 | 31 | 22 | - BPI: Gold | Stay Gold                  |
| "Cedar Lane"                                                                      | 2014 | —  | —  | — | —  | —  | —  | —  | —  | —  | —  |             | Stay Gold                  |
| "America"                                                                         | 2014 | —  | —  | — | —  | —  | —  | —  | —  | —  | —  |             | America (EP)               |
| "Stay Gold"                                                                       | 2015 | —  | —  | — | —  | —  | —  | —  | —  | —  | 26 |             | Stay Gold                  |
| "Master Pretender"                                                                | 2015 | —  | —  | — | —  | —  | —  | —  | —  | —  | —  |             | Stay Gold                  |
| "You Are the Problem Here"                                                        | 2017 | —  | —  | — | —  | —  | —  | —  | —  | —  | —  |             | Non-album singles          |
| "Gloomy Sunday"                                                                   | 2017 | —  | —  | — | —  | —  | —  | —  | —  | —  | —  |             | Non-album singles          |
| "Live From BBC Radio 2"                                                           | 2017 | —  | —  | — | —  | —  | —  | —  | —  | —  | —  |             | Non-album singles          |
| "It's a Shame"                                                                    | 2017 | 77 | —  | — | —  | —  | —  | —  | —  | 71 | 16 |             | Ruins                      |
| "Fireworks"                                                                       | 2017 | 47 | —  | — | —  | —  | —  | —  | —  | 71 | —  |             | Ruins                      |
| "Ruins"                                                                           | 2018 | 85 | —  | — | —  | —  | —  | —  | —  | —  | —  |             | Ruins                      |
| "Fireworks" / "Running Up That Hill" (Spotify Singles)                            | 2019 | —  | —  | — | —  | —  | —  | —  | —  | —  | —  |             | Non-album singles          |
| "Strange Beauty" / "Random Rules"                                                 | 2019 | —  | —  | — | —  | —  | —  | —  | —  | —  | —  |             | Non-album singles          |
| "On the Road Again"                                                               | 2020 | —  | —  | — | —  | —  | —  | —  | —  | —  | —  |             | Non-album singles          |
| "Come Give Me Love" (Swedish & English versions)                                  | 2020 | 55 | —  | — | —  | —  | —  | —  | —  | —  | —  |             | Non-album singles          |
| "Suzanne" (live)                                                                  | 2021 | —  | —  | — | —  | —  | —  | —  | —  | —  | —  |             | Who by Fire                |
| "Come Give Me Love" (Live at Benjamin's)                                          | 2022 | —  | —  | — | —  | —  | —  | —  | —  | —  | —  |             | Non-album singles          |
| "Boys of Summer"                                                                  | 2022 | —  | —  | — | —  | —  | —  | —  | —  | —  | —  |             | Non-album singles          |
| "Angel"                                                                           | 2022 | —  | —  | — | —  | —  | —  | —  | —  | 44 | —  |             | Palomino                   |
| "Out of My Head"                                                                  | 2022 | —  | —  | — | —  | —  | —  | —  | —  | 48 | 38 |             | Palomino                   |
| "Turning Onto You"                                                                | 2022 | —  | —  | — | —  | —  | —  | —  | —  | —  | —  |             | Palomino                   |
| "A Feeling That Never Came"                                                       | 2022 | —  | —  | — | —  | —  | —  | —  | —  | —  | —  |             | Palomino                   |
| "—" denotes a recording that did not chart or was not released in that territory. |      |    |    |   |    |    |    |    |    |    |    |             |                            |

### Andre sange på hitlisten
| År   | Sang                     | Højeste hitlisteplacering | Album |
| År   | Sang                     | SWE                       | Album |
| ---- | ------------------------ | ------------------------- | ----- |
| 2018 | "To Live a Life"         | 64                        | Ruins |
| 2018 | "Rebel Heart"            | 65                        | Ruins |
| 2018 | "Distant Star"           | 82                        | Ruins |
| 2018 | "Postcard"               | 93                        | Ruins |
| 2018 | "My Wild Sweet Love"     | —                         | Ruins |
| 2018 | "Hem of Her Dress"       | —                         | Ruins |
| 2018 | "Nothing Has to Be True" | —                         | Ruins |